# Devons Road (DLR)

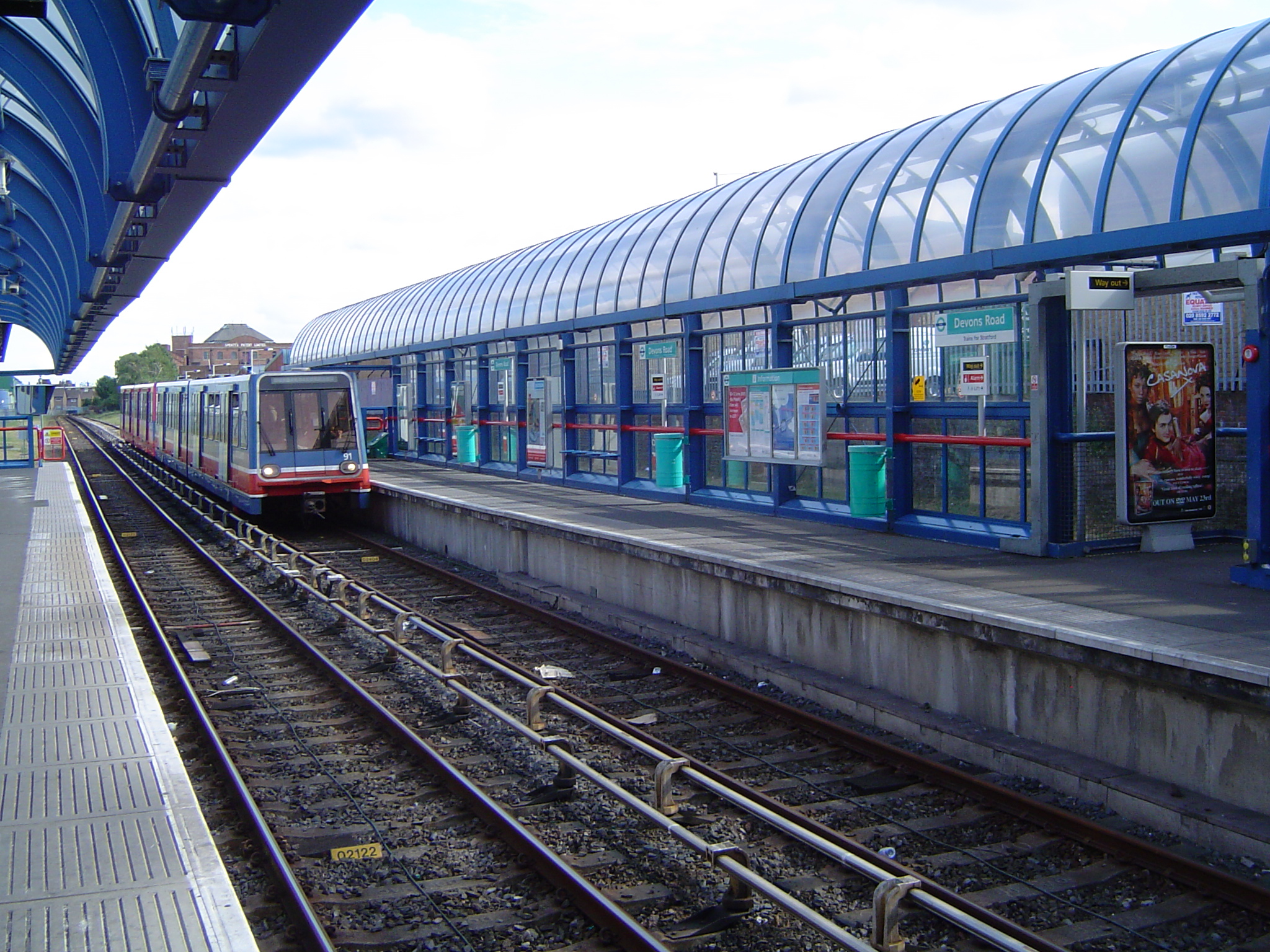
Station Devons Road

Devons Road ist eine Station der Docklands Light Railway (DLR) im Londoner Stadtbezirk London Borough of Tower Hamlets. Sie liegt in der TfL-Tarifzone 2 an der Devons Road im Stadtteil Bromley-by-Bow.
Die Station wurde am 31. August 1987 eröffnet, zusammen mit der Zweigstrecke in Richtung Stratford. Während der Hochblüte der Docklands verlief auf derselben Trasse eine Eisenbahnlinie der North London Railway, die von 1850 bis 1944 in Betrieb war.